# Estadio Teniente Fariña
El Estadio Teniente Fariña es un estadio de fútbol de Paraguay que pertenece al Club Teniente Fariña. Está ubicado sobre la Ruta 2 Mcal. José Félix Estigarribia a la altura del km 53 , en la ciudad de Caacupé y tiene capacidad aproximada para 2500 espectadores.

El Club Teniente Fariña es el propietario del estadio y actúa como local en los partidos de la Liga Caacupeña de Deportes y desde 2013 es utilizado por el Caacupé Football Club en el torneo de la División Intermedia de la Asociación Paraguaya de Fútbol.